# Arthophacopsis parmeliarum
Arthophacopsis parmeliarum är en lavart som beskrevs av Joseph Hafellner. 
Arthophacopsis parmeliarum ingår i släktet Arthophacopsis, ordningen Arthoniales, klassen Arthoniomycetes, fylumet sporsäcksvampar och riket svampar. Arten är reproducerande i Sverige.